# Герасимов, Геннадий Николаевич
Геннадий Николаевич Герасимов (10 августа 1931, Спасский район, Нижегородская область — 24 сентября 2015, Чебоксары) — советский и российский тренер по боксу, заслуженный тренер СССР.

## Биография
Занимался боксом в чебоксарской спортивной школе молодёжи. Был чемпионом Чувашской АССР, Украинской ССР, являлся победителем Всероссийских соревнований и турниров Военно-морского флота СССР (1954, 1955).
Являлся одним из родоначальников развития бокса в Чувашии. Тренерскую деятельность в Чувашии Геннадий Герасимов начал с середины 1950-х годов, после окончания службы на Черноморском флоте. Работал тренером общества «Динамо» (Чебоксары), подготовил 20 мастеров спорта СССР. Среди его учеников: первый и единственный чемпион Олимпийских игр 1968 года по боксу из Чувашии, чемпион Европы и неоднократный чемпион СССР Валерьян Соколов, обладатель Кубка мира 1983 года, чемпион Европы и Советского Союза Владимир Мельник, мастер спорта СССР, обладатель Кубка мира, чемпион Европы и СССР Валерий Лаптев.
После завершения тренерской работы являлся консультантом главного тренера Чувашии по боксу.

## Награды и звания
- За подготовку чемпиона Олимпийских игр Геннадию Николаевичу было присвоено звание «Заслуженный тренер СССР» (1968),
- вручена медаль «За трудовую доблесть» (1969)[2].
- Кавалер ордена «За заслуги перед Чувашской Республикой» (2011).